# Janina Biesiadecka
Janina Biesiadecka, pierwotnie Fryderyka Praeger, ps. Janina Urbanowicz (ur. 10 marca 1894 w Krakowie, zm. 11 lutego 1944 w Warszawie) – polska aktorka teatralna.

## Życiorys
Urodziła się 10 marca 1894 jako Fryderyka Praeger, w rodzinie żydowskiej Eliasza i Józefy z Mandllów. Ukończyła gimnazjum i Szkołę Dramatyczną w Krakowie. Aktorstwa uczyła się u Zofii Czaplińskiej. W początkowej fazie kariery używała pseudonimu Janina Urbanowicz. 31 października 1917 wyszła za mąż za Zygmunta Biesiadeckiego, również aktora. Przyjąwszy jego nazwisko zakończyła działalność pod pseudonimem.
Podczas I wojny światowej i wojny polsko-bolszewickiej prowadziła działalność kulturalno-oświatową wśród żołnierzy. W latach 1914–1918 występowała w teatrze ludowym w Krakowie, a w latach 1918–1932 w Teatrze Polskim w Poznaniu. Od 1932 do 1935 grała w Teatrze Polskim w Katowicach, a następnie w Teatrze Kameralnym w Częstochowie (1935–1936), Teatrze Malickiej w Warszawie (1936–1937) oraz w Teatrze Miejskim w Łodzi (1937–1939). W 1920 urodziła syna – Zygmunta. W styczniu 1944 została, wraz z mężem, aresztowana przez Niemców. Oboje rozstrzelano 13 stycznia (lub 11 lutego) 1944 w Warszawie – w egzekucji przy ul. Górczewskiej (róg Płockiej) lub w ruinach getta.
Grała głównie role pierwszoplanowe – amantek, kobiet naiwnych i bohaterek romantycznych, szczególnie w sztukach Aleksandra Fredry.